# كارمن (رواية)
كارمن (بالفرنسية: Carmen)‏ هي رواية قصيرة بقلم بروسبير ميريميه، وكتبت ونشرت لأول مرة في عام 1845. وقد تم اقتباسها في عدد من الأعمال المسرحية، بما في ذلك الأوبرا الشهيرة التي كتبها جورج بيزيه.

## القصة
هي قصة رومانسية تحكي قصة رجل باسيكي عشق امرأة غجرية متقلبة العواطف حولته من جندي مطيع إلى شقي خارج على القانون ومطلوب.